# Rubén Plaza
Rubén Plaza Molina (ur. 29 lutego 1980 w Ibi) – hiszpański kolarz szosowy, dwukrotny mistrz Hiszpanii w 2003 i 2009 roku. Zawodnik profesjonalnej drużyny Israel Cycling Academy.
Profesjonalną karierę rozpoczął w 2001 roku w drużynie iBanesto.com. W 2006 roku był zamieszany w aferę Operación Puerto, jednakże został później oczyszczony z jakichkolwiek zarzutów. Odbiło się to jednak na jego karierze. W efekcie tego w latach 2008–2009 ścigał się w barwach drużyn kategorii UCI Continental z Portugalii. Wtedy też po raz drugi w swojej karierze został Mistrzem Hiszpanii w wyścigu ze startu wspólnego. Ukończył również wyścig Volta a Portugal 2009 na 4. miejscu, jednak został później sklasyfikowany na najniższym stopniu podium po tym, jak jego kolega z drużyny Liberty Seguros został zdyskwalifikowany za doping. Jednocześnie pozytywny wynik u dwóch innych kolarzy z tej drużyny spowodował, iż zespół został rozwiązany. W grudniu 2009 ponownie związał się z drużyną Caisse d’Épargne.

## Najważniejsze osiągnięcia
1997
- 1. miejsce w mistrzostwach Hiszpanii juniorów w wyścigu ze startu wspólnego

2000
- 1. miejsce w Clásica Memorial Txuma

2003
- 1. miejsce w mistrzostwach Hiszpanii w wyścigu ze startu wspólnego

2005
- 1. miejsce w Tour d'Aragon
- 3. miejsce w mistrzostwach Hiszpanii w jeździe indywidualnej na czas

2006
- 1. miejsce w Clásica a los Puertos de Guadarrama
- 2. miejsce w mistrzostwach Hiszpanii w jeździe indywidualnej na czas

2008
- 1. miejsce w Volta a la Comunitat Valenciana
- 2. miejsce w mistrzostwach Hiszpanii w jeździe indywidualnej na czas
- 3. miejsce w Volta a Portugal

2009
- 1. miejsce w mistrzostwach Hiszpanii w wyścigu ze startu wspólnego
- 2. miejsce w Vuelta a Murcia
  - 1. miejsce na 4. etapie
- 3. miejsce w mistrzostwach Hiszpanii w jeździe indywidualnej na czas
- 3. miejsce w Volta a Portugal
- 3. miejsce w Volta ao Algarve
- 1. miejsce na 3. etapie Circuit de Lorraine

2010
- 3. miejsce w mistrzostwach Hiszpanii w jeździe indywidualnej na czas
- 11. miejsce w Tour de France

2013
- 1. miejsce w Vuelta a Castilla y León
  - 1.miejsce na 3 etapie
- 3. miejsce w mistrzostwach Hiszpanii w jeździe indywidualnej na czas

2015
- 1. miejsce na 16. etapie Tour de France
- 1. miejsce na 20. etapie Vuelta a España

2018
- 1. miejsce w Vuelta a Castilla y León
  - 1. miejsce na 3. etapie

## Starty w Wielkich Tourach
| Grand Tour | 2005 | 2006 | 2007 | 2008 | 2009 | 2010 | 2011 | 2012 | 2013 | 2014 | 2015 | 2016 | 2017 |
| ---------- | ---- | ---- | ---- | ---- | ---- | ---- | ---- | ---- | ---- | ---- | ---- | ---- | ---- |
| Giro       | —    | —    | —    | —    | —    | —    | —    | —    | —    | —    | —    | 56   | 30   |
| Tour       | —    | —    | —    | —    | —    | 11   | —    | 101  | 47   | 91   | 30   | 72   | —    |
| Vuelta     | 5    | —    | —    | —    | —    | 14   | —    | —    | —    | —    | 45   | —    | —    |